# Napoleonsbrücke (Müngsten)
Die Napoleonsbrücke ist eine zwischen 1846 und 1849 erbaute Bogenbrücke über die Wupper in Müngsten zwischen den Städten Solingen und Remscheid an der Mündung des Morsbachs. Sie ist als Baudenkmal unter Schutz gestellt.

## Bauart

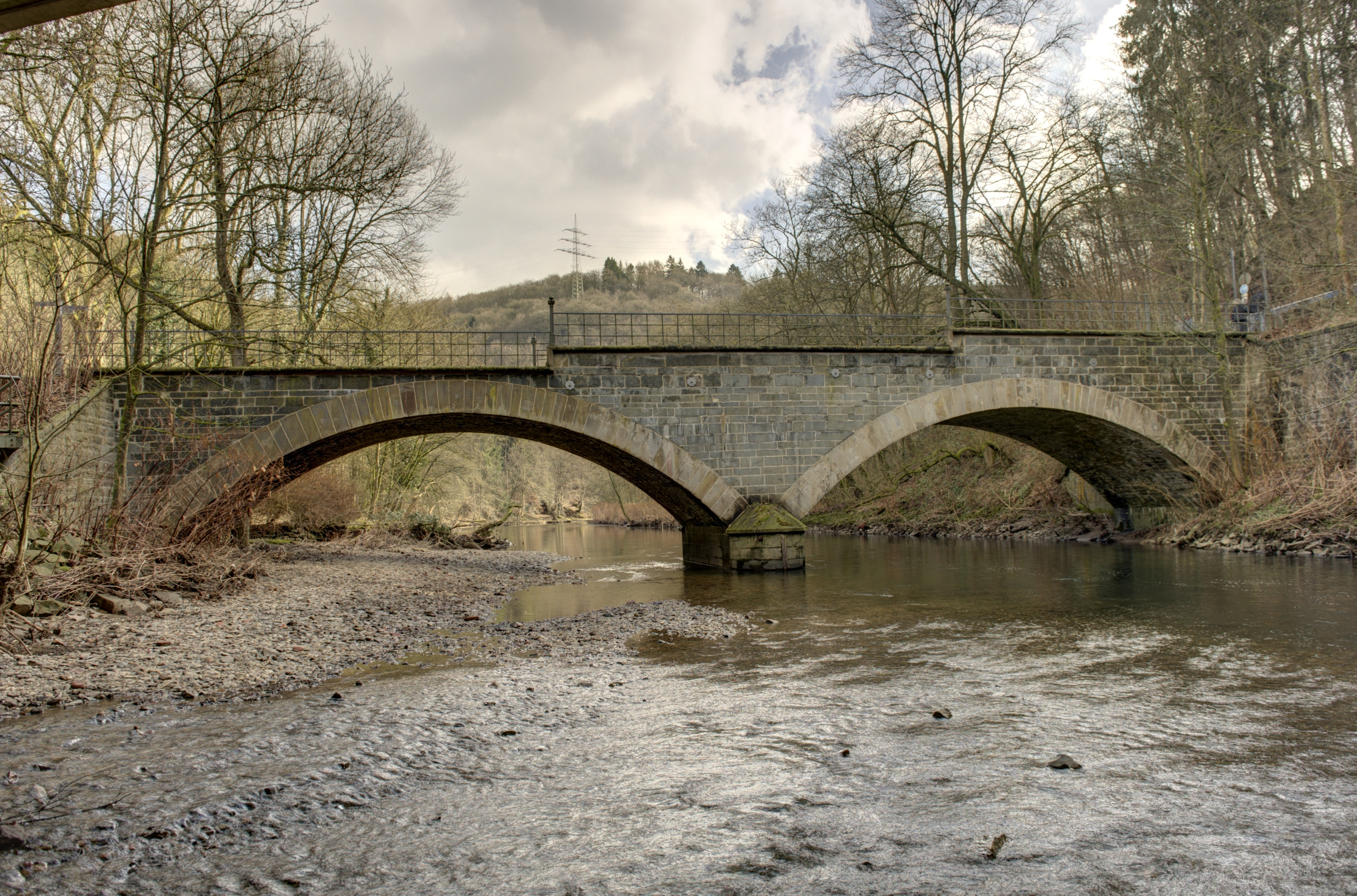
Alte Wupperbrücke in Müngsten

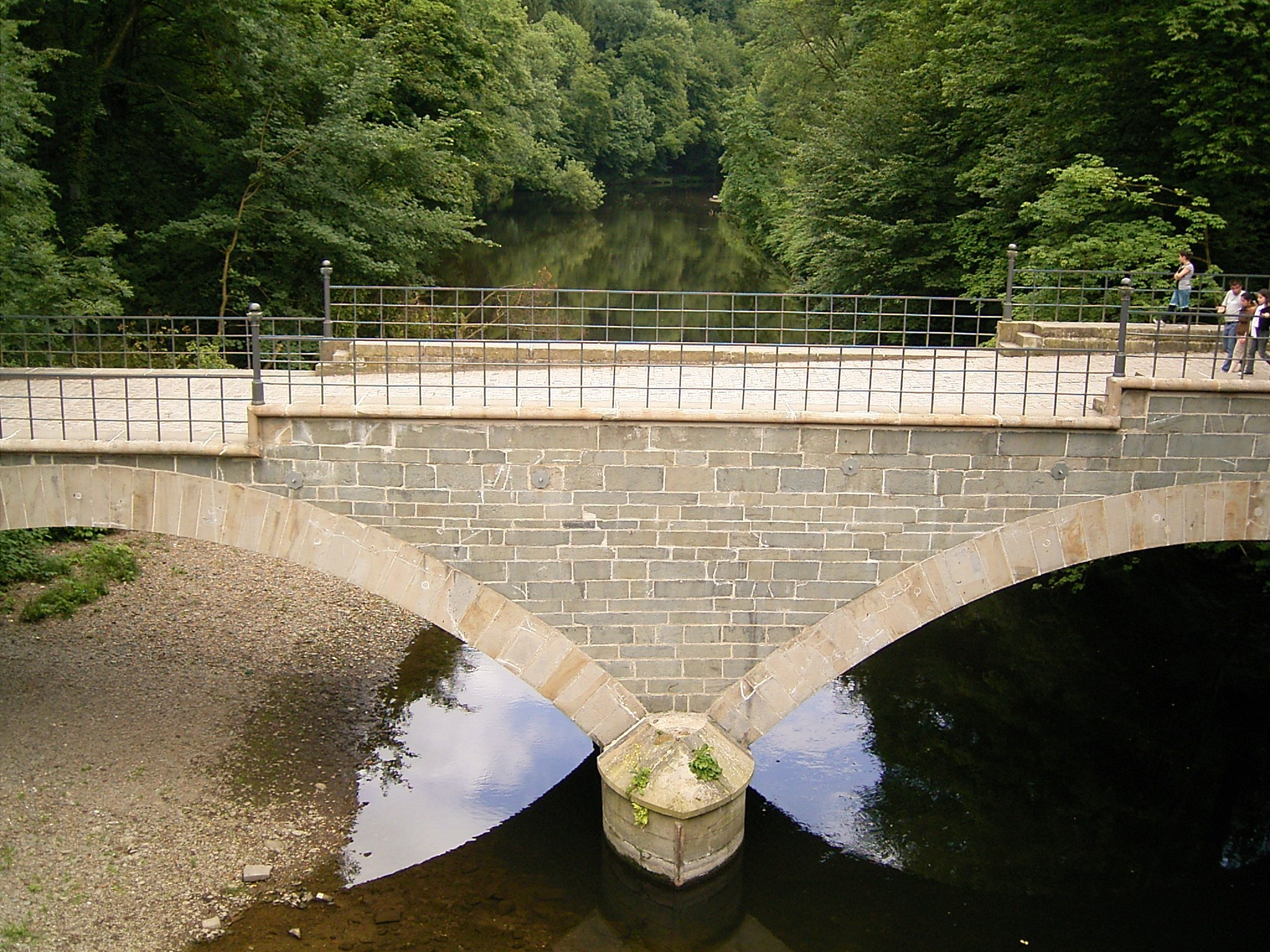
Die Napoleonsbrücke

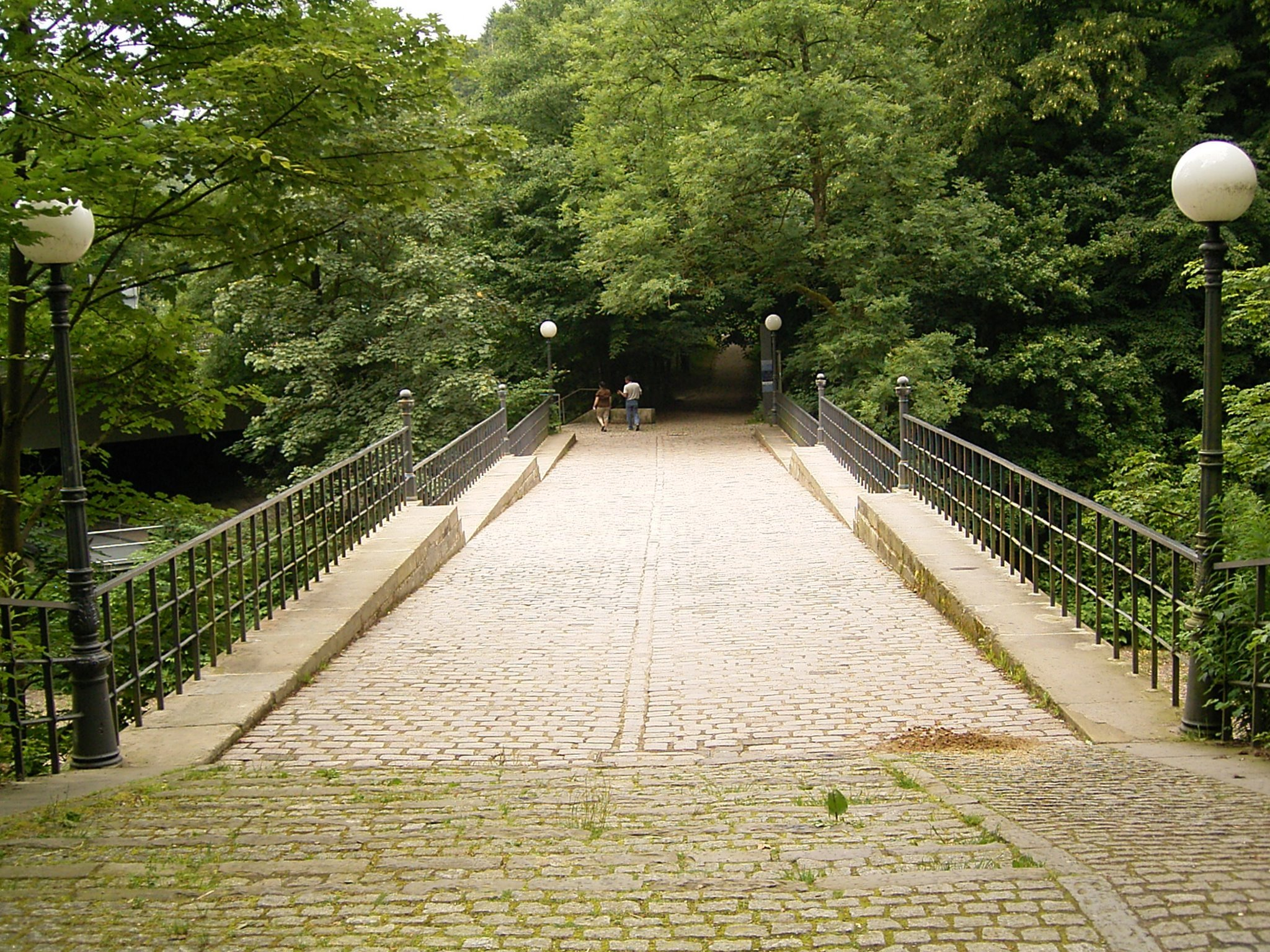
Blick über die Brücke von Solingen nach Remscheid

Die 6,28 Meter breite Gewölbebrücke ruht auf drei Pfeilern, von denen zwei auf Land, einer im Wasser gegründet wurden. Die Stirnwände sind nicht parallel zu der ansteigenden Fahrbahn gemauert, sondern befinden sich in der Waagerechten. Dadurch wurden auf der Brückenlänge zwei Stufen zum Niveauausgleich nötig, die der Brücke ihr charakteristisches Erscheinungsbild gaben. Die seitlichen Fußwege besitzen aufgrund dessen insgesamt zwölf Treppenstufen. Das Geländer wurde als schmiedeeiserner Gitterfeld ausgeführt.
Von der Brücke blickt man entlang dem Wuppertal auf den Müngstener Diederichstempel.

## Geschichte
Anfang des 19. Jahrhunderts fehlte immer dringlicher eine Straßenverbindung zwischen den beiden prosperierenden Industriestädten Remscheid und Solingen, die heutige Bundesstraße 229. Die Planungen begannen 1816 und waren zehn Jahre später abgeschlossen. Während Remscheid bereits bis 1823 die Straße bis an die Wupper bei Müngsten herangeführt hatte, verzögerte sich der Ausbau auf Solinger Seite aufgrund von Streitigkeiten bis 1845.
Zur Wupperüberquerung war nun eine Brücke erforderlich. Diese wurde 1819 als Holzbrücke errichtet, aber bereits 1840 durch ein Hochwasser wieder zerstört. Etwas südlich von dem alten Brückenstandort wurde 1846 der Bau der Napoleonsbrücke aus Stein begonnen, der nach einigen Angaben gegen 1847 abgeschlossen gewesen sein soll. Ein Stein im Bauwerk notiert allerdings das Jahr 1849 als Datum der Fertigstellung. Die Bruchsteine wurden aus einem nahe gelegenen Steinbruch bei Gockelshammer gewonnen.
1848 wurde der Verkehr über die Brücke freigegeben und noch im selben Jahr eine Postkutschenlinie eingerichtet. An der Brücke befand sich in dem ehemaligen Wohnhaus der Fabrikantenfamilie Halbach ein beliebtes Ausflugslokal und bis in die 1960er Jahre die Gaststätte „Haus Müngsten“.
Die Brücke diente bis 1963 dem Durchgangsverkehr, wurde dann im Zuge des Ausbaus der Bundesstraße 229 und des Neubaus der Landesstraße 74 durch eine moderne, seitlich daneben errichtete Spannbetonbalkenbrücke ersetzt. Fortan diente sie ausschließlich Fußgängern, meistens Wanderern als Wupperüberquerung. Zur Eröffnung des Müngstener Brückenparks wurde die Brücke 2006 und 2007 im Rahmen der Regionale 2006 in zwei Bauabschnitten vollständig saniert.

## Namensgebung
Der Name Napoleonsbrücke ist nicht zeitgenössisch, sondern setzte sich erst in den letzten Jahrzehnten in der Bevölkerung durch. Die Herkunft der Bezeichnung ist ungeklärt, dennoch wird die Brücke auch in der offiziellen Denkmalliste der Stadt Solingen seit dem 15. Juni 1998 unter der Nummer 594 als Napoleonsbrücke geführt.